# Jerusalemhaus

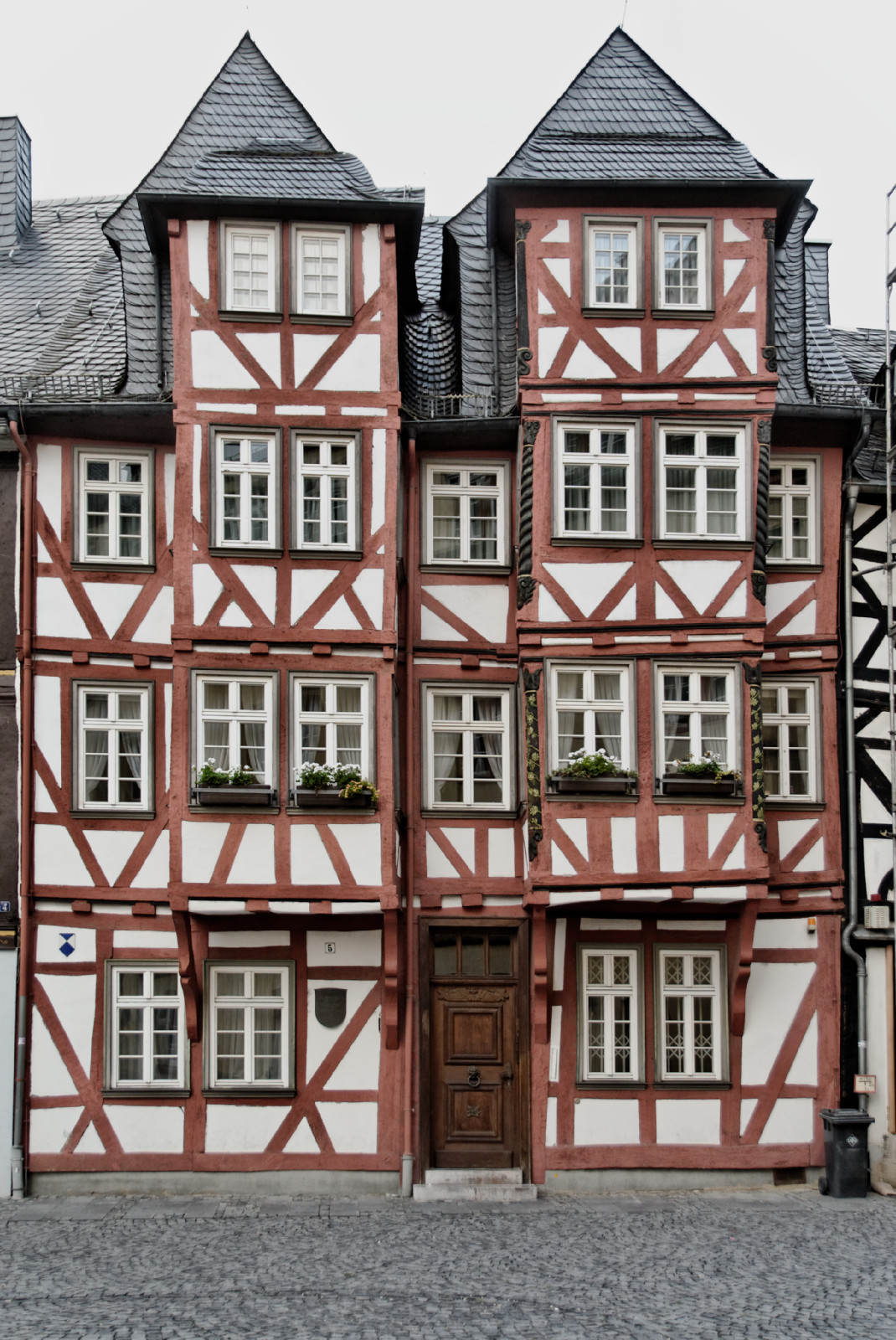
Jerusalemhaus

Jerusalemhaus ist eine andere Bezeichnung für das Haus am Schillerplatz 5 in Wetzlar (ehemals Winklersches Haus).
Im Jahr 1772 erschoss sich hier in einer Zwei-Zimmer-Wohnung im zweiten Stock der braunschweigische Legationssekretär Karl Wilhelm Jerusalem. Goethe, der ihn persönlich kannte und zu jener Zeit ein Praktikum am Reichskammergericht in Wetzlar absolvierte, setzte ihm als Werther in den Leiden des jungen Werthers ein literarisches Denkmal. Die Wohnung ist heute eine mit historischen Möbeln und Dokumenten ausgestattete Gedenkstätte.
Im Jerusalemhaus ist die Goethe-Werther-Sammlung untergebracht. Die Spezialbibliothek strebt größtmögliche Vollständigkeit in der Dokumentation von Goethes Roman Die Leiden des jungen Werthers an und hält nicht nur wertvolle zeitgenössische deutsche Ausgaben des Romans bereit, sondern sammelt auch Neuausgaben in jeder erdenklichen Sprache. Im Lottehaus sind verschiedene Ausgaben ausgestellt.
Das Gebäude ist ein Kulturdenkmal aufgrund des Hessischen Denkmalschutzgesetzes.